# One Little Independent Records
One Little Independent Records är ett London-baserat oberoende skivbolag grundat 1985. Det växte fram efter nedläggningen av det punkinriktade skivbolaget Spiderleg Records. Artister som bidragit till framgång för skivbolaget är bland andra Kitchens of Distinction, The Sugarcubes, Sneaker Pimps, The Shamen, Skunk Anansie, Björk, Chumbawamba och Alabama 3.